# Riffrock
Riffrock är en inriktning inom rockmusiken som uppkom på 1970-talet där musiken främst bygger på riff, antingen på gitarr eller bas. Exempel på band är Cream, Mountain och svenska November.